# لورنتسو کوستا
لورنتسو کوستا (انگلیسی: Lorenzo Costa؛ ۱۴۶۰ – ۳ مهٔ ۱۵۳۵) نقاش اهل کشور ایتالیا در دورهٔ رنسانس بود.